# Combinada nòrdica als Jocs Olímpics d'hivern de 1968
Als Jocs Olímpics d'Hivern de 1968 celebrats a la ciutat de Grenoble (França) es disputà una prova de combinada nòrdica en categoria masculina. La competició se celebrà entre els dies 10 (prova de salt amb esquís) i 12 de febrer (prova de 15 quilòmetres d'esquí de fons) de 1968 a les instal·lacions esportives de Grenoble.

## Comitès participants
Hi participaren un total de 41 esquiadors de 13 comitès nacionals diferents.
| - Àustria (3) - Estats Units (4) - Finlàndia (3) - França (3) - Itàlia (2) |  | - Japó (4) - Noruega (4) - Polònia (4) - RDA (3) |  | - RFA (4) - Suïssa (1) - Txecoslovàquia (2) - Unió Soviètica (4) |

## Resum de medalles
| Or           | Argent      | Bronze       |
| Franz Keller | Alois Kälin | Andreas Kunz |

## Medaller
| Posició | País   | Or | Argent | Bronze | Total |
| 1       | RFA    | 1  | 0      | 0      | 1     |
| 2       | Suïssa | 0  | 1      | 0      | 1     |
| 2       | RDA    | 0  | 0      | 1      | 1     |
|         |        |    |        |        |       |
| Total   | Total  | 1  | 1      | 1      | 3     |

## Resultats
| Posició | Esquiador              | Punts  |
| ------- | ---------------------- | ------ |
| 1       | Franz Keller           | 449,04 |
| 2       | Alois Kälin            | 447,99 |
| 3       | Andreas Kunz           | 444,10 |
| 4       | Tomáš Kučera           | 434,14 |
| 5       | Ezio Damolin           | 429,54 |
| 6       | Józef Gąsienica        | 428,78 |
| 7       | Robert Makara          | 426,92 |
| 8       | Viatxeslav Driaguin    | 424,38 |
| 9       | Roland Weißpflog       | 424,30 |
| 10      | Hiroshi Itagaki        | 141,65 |
| 11      | Karl-Heinz Luck        | 414,02 |
| 12      | Tõnu Haljand           | 412,68 |
| 13      | John Bower             | 411,16 |
| 14      | Günther Naumann        | 410,89 |
| 15      | Józef Daniel Gąsienica | 407,76 |
| 16      | Ladislav Rygl          | 407,28 |
| 17      | Fabio Morandini        | 398,26 |
| 18      | Erwin Fiedor           | 395,93 |
| 19      | Mikhail Artyukhov      | 391,90 |
| 20      | Jan Kawulok            | 387,91 |
| 21      | Mikkel Dobloug         | 387,22 |
| 22      | Georg Krog             | 383,76 |
| 23      | Akemi Taniguchi        | 383,14 |
| 24      | Katsutoshi Okubo       | 382,23 |
| 25      | Alfred Winkler         | 381,59 |
| 26      | James Miller           | 378,38 |
| 27      | Markus Svendsen        | 377,85 |
| 28      | Kåre Olav Berg         | 375,60 |
| 29      | Hans Rudhardt          | 374,74 |
| 30      | Ilpo Nuolikivi         | 364,28 |
| 31      | Masatoshi Suto         | 359,03 |
| 32      | Ulli Öhlböck           | 358,00 |
| 33      | Esa Klinga             | 356,74 |
| 34      | Waldemar Heigenhauser  | 356,69 |
| 35      | Helmut Voggenberger    | 341,97 |
| 36      | Raimo Majuri           | 338,28 |
| 37      | Émile Salvi            | 332,38 |
| 38      | Jean-Marie Bourgeois   | 325,90 |
| 39      | Thomas Upham           | 325,17 |
| 40      | Gjert Andersen         | 323,69 |
| 41      | Gervais Poirot         | 315,98 |